# Autoglas
Autoglas omfatter forruder, sideruder, bagruder, soltag og panorama på et køretøj. sideruder kan enten være fastgjort eller hæves og sænkes ved at trykke på en knap (el-vindue) eller en kontakt eller bruge en hånddrejet håndsving. Elektrisk panoramatag et gennemsigtigt soltag, kan betragtes som en forlængelse af forruden.
Nogle biler har solskærm til side og bagruder. Forruden på en bil er egnet til sikkerhed og beskyttelse mod vind og objekter fra vejen løftet op op af foran kørende køretøjer.
Størstedelen af autoglas holdes på plads af falser og rammer som også er eller kan være en del af køretøjets bærende elementer.
Bagrude, er glasstykket overfor forruden i et køretøj. bagruder er oftest lavet af hærdet glas, også kendt som sikkerhedsglas, og når det går i stykker, knuses det i små stykker. Dette er forskelligt fra en forrude, der er lavet af to glasstykker (ikke hærdet glas), med en laminat imellem.
Dette stykke glas kan indeholde varmestråde, bremselysbeslag eller antenner, alt afhængigt af bilens årgang, mærke og model. Når det er ødelagt, kan et bagrude udskiftes af en tekniker til samme specifikationerne som køretøjets originale autoglas